# Стадион Чачак
Стадион Калоян Зашев е многофункционален стадион в град Чачак, Сърбия. На него играе домакинските си срещи отборът на ФК Борац Чачак.

## История
Стадионът е построен през 1958 г. В периода 2011 г. – 2017 г., е извършен ремонт, който струва 3 милиона евро. Капацитетът на стадиона е 8 000 места.

## Галерия
|  | Тази страница частично или изцяло представлява превод на страницата Čačak Stadium в Уикипедия на английски. Оригиналният текст, както и този превод, са защитени от Лиценза „Криейтив Комънс – Признание – Споделяне на споделеното“, а за съдържание, създадено преди юни 2009 година – от Лиценза за свободна документация на ГНУ. Прегледайте историята на редакциите на оригиналната страница, както и на преводната страница, за да видите списъка на съавторите. ВАЖНО: Този шаблон се отнася единствено до авторските права върху съдържанието на статията. Добавянето му не отменя изискването да се посочват конкретни източници на твърденията, които да бъдат благонадеждни. |